# Thérèse Toda y Juncosa
Thérèse Toda y Juncosa ((es) Teresa Toda i Juncosa, en religion Thérèse de saint Joseph), née le 19 août 1826 à Riudecanyes (Catalogne, Espagne) et morte le 30 juillet 1898 à Barcelone, est une épouse et mère de famille. Séparée de son mari, elle devient fondatrice avec sa fille des Carmélites Thérèsiennes de saint Joseph.
Elle est reconnue vénérable par l'Église catholique en 2013.

## Biographie
Thérèse Toda naît en 1826 dans une riche famille d'agriculteurs. Le 7 juillet 1847, elle épouse un jeune homme de Riudecanyes, Antoine Guasch y Domènec, mais après trois mois de mariage, il commence à maltraiter sa femme et mène une vie de débauche. Le 28 mai 1848, Thérèse donne naissance à une fille, Thérèse Guasch y Toda, mais le comportement du père ne change pas. Thérèse prend alors une décision inhabituelle pour l'époque, elle demande une séparation de corps au tribunal ecclésiastique en invoquant les mauvais traitements et les injures continuelles de son époux. Le 5 août 1848, le tribunal accorde la séparation du domicile et la compagnie de son mari pour trois mois, pendant ce laps de temps, Antoine Guasch s'enrôle dans l'armée carliste et disparaît pendant la campagne sans que l'on sache s'il y était mort ou non.
Thérèse quitte Riudecanyes avec sa fille et part vivre à Tarragone où elle se consacre à sa fille et aux œuvres de charité sous la direction de Josep Caixal i Estradé , chanoine de la cathédrale de Tarragone et futur évêque d'Urgell. Elle décide de devenir religieuse afin d'accueillir et d'éduquer les enfants sans ressources, et dans cet objectif, pense à créer une congrégation religieuse. Sa propre fille, Thérèse Guasch y Toda, désire faire partie du  projet et en 1868, conseillées par Caixal, elles déménagent à Barcelone où elles forment une première communauté avec deux autres jeunes filles le 22 février 1878. Là, elles fondent un asile scolaire pour les filles et les orphelins. Le 16 septembre 1883, les premières constitutions religieuses sont approuvées, Thérèse prononce ses vœux religieux sous le nom de Thérèse de saint Joseph avec sa fille et trois autres jeunes femmes qui se sont jointes à elles. Âgée de 57 ans, elle devient la supérieure générale de cette nouvelle congrégation. En 1891, elle tombe gravement malade et reste pratiquement invalide. Elle meurt le 30 juillet 1898,.
La congrégation des Carmélites Thérèsiennes de saint Joseph est officiellement rattachée à l'Ordre des Carmes déchaux le 16 janvier 1941.

## Procès de béatification
À la demande des Carmélites Thérèsiennes de saint Joseph, l'archidiocèse de Barcelone ouvre le procès de béatification en 1996. L'enquête diocésaine débute en 1999 et en 2008, les documents recueillis sont envoyés à la congrégation pour les causes des saints. Le 3 juin 2013, le pape François la déclare vénérable.

## Source
- (ca) Cet article est partiellement ou en totalité issu de l’article de Wikipédia en catalan intitulé « Teresa Toda i Juncosa » (voir la liste des auteurs).